# Kimberly Cardoza
Kimberly Carolina Cardoza (* 12. Oktober 1995) ist eine peruanische Leichtathletin, die sich auf den Sprint spezialisiert hat und auch im Siebenkampf an den Start geht.

## Sportliche Laufbahn
Erste Erfahrungen bei internationalen Meisterschaften sammelte Kimberly Cardoza im Jahr 2012, als sie bei den Jugendsüdamerikameisterschaften in Mendoza mit 3531 Punkten den zehnten Platz im Siebenkampf belegte. 2016 gelangte sie bei den U23-Südamerikameisterschaften in Lima mit 4193 Punkten auf Rang sechs und im Jahr darauf wurde sie bei den Juegos Bolivarianos in Santa Marta mit Landesrekord von 5141 Punkten Vierte. 2018 nahm sie mit der peruanischen 4-mal-100-Meter-Staffel an den Südamerikaspielen in Cochabamba teil und gewann dort in 46,43 s gemeinsam mit Paola Mautino, Maitte Torres und Diana Bazalar die Bronzemedaille hinter den Teams aus Venezuela und Bolivien. Anschließend belegte sie bei den Ibero-Amerikanischen-Meisterschaften im heimischen Trujillo in 58,36 s den vierten Platz im 400-Meter-Hürdenlauf und schied über 400 m mit 55,13 s in der ersten Runde aus. Im Jahr darauf klassierte sie sich bei den Südamerikameisterschaften in Lima mit 54,83 s auf dem siebten Platz im 400-Meter-Lauf und wurde in 58,38 s Sechste über die Hürden. Zudem gelangte sie mit der 4-mal-400-Meter-Staffel nach 3:42,74 min auf Rang fünf. Anschließend schied sie bei den Panamerikanischen Spielen ebendort mit neuem Landesrekord von 58,04 s in der Vorrunde über die Hürden aus und erreichte im Staffelbewerb nach 3:45,54 min Platz neun.
2017 wurde Cardoza peruanische Meisterin im Siebenkampf.

## Persönliche Bestzeiten
- 400 Meter: 54,19 s, 24. Mai 2019 in Lima
- 400 m Hürden: 58,04 s, 6. August 2019 in Lima (peruanischer Rekord)
- Siebenkampf: 5141 Punkte, 24. November 2017 in Santa Marta (peruanischer Rekord)